# I Brigada Aérea (Argentina)
La I Brigada Aérea (I BA) es un brigada aérea de la Fuerza Aérea Argentina con asiento en El Palomar y con dependencia del Comando de Adiestramiento y Alistamiento de la Fuerza Aérea.
Su misión es transporte y lanzamiento del personal y carga, búsqueda y rescate (ByR), abastecimiento, relevo de dotaciones antárticas de la Fuerza Aérea y las Fuerzas Armadas.
En El Palomar se hallan también el Grupo 3 de Comunicaciones, el Área Logística Palomar, el Hospital Militar Reubicable, la planta del Laboratorio Farmacéutico Conjunto, el Centro Asistencia El Palomar, el equipo de paracaidismo "Águilas Azules" y la ENET n.º 4 "Profesor Héctor Ángel Laguarde".

## Historia
La I Brigada fue creada el 15 de marzo de 1949 asumiendo el mando de la Base Aérea Militar El Palomar y de los Regimientos 1 y 2 de Transporte Aéreo.
La I Brigada cambió su nombre por «I Brigada Aérea» el 9 de enero de 1951 integrando al Grupo 1 de Transporte Aéreo y al Grupo 1 de Entrenamiento.

## Organización
- I Brigada Aérea (I BA). Guar Ae El Palomar (El Palomar, BA).
  - Grupo 1 de Transporte Aéreo (G1TA). Guar Ae El Palomar (El Palomar, BA).
  - Grupo Técnico 1 (GT1). Guar Ae El Palomar (El Palomar, BA).
  - Grupo Base 1 (GB1). Guar Ae El Palomar (El Palomar, BA).

Fuentes

## Material aéreo
- Lockheed C-130H Hercules (4: TC-60, TC-61, TC-64, TC-66) - transporte pesado[8][9]
- Lockheed KC-130H Hercules (2: TC-69, TC-70) - reabastecimiento en vuelo (REV)[8]
- Lockheed L-100-30 Hercules (1: TC-100) - transporte pesado[8]
- Fokker F-28 (3: T-51, TC-52, TC-53) - transporte mediano
- Boeing B-737NG (1: T-99) - transporte mediano
- Saab SF-340B+ (1: T-35) - transporte liviano[10]
- Embraer ERJ-140LR (2: T-95, T-96) - transporte liviano[11]